# Caspar Corbeau
Caspar James Corbeau (Santa Cruz, 3 de abril de 2001) é um nadador neerlandês.

## Início da vida
Os avós paternos de Corbeau são holandeses, razão pela qual ele possui cidadania norte-americana e holandesa. Ambos os pais competiram como nadadores pela faculdade. Caspar Corbeau estudou na Universidade do Texas em Austin e nadou pela equipe esportiva deles, os Longhorns. Na Holanda ele é titular no ZPC Amersfoort.

## Carreira
Em junho de 2022, no Campeonato Mundial em Budapeste, Corbeau chegou às semifinais nas duas distâncias curtas e nadou os 200 metros peito até o sétimo lugar na final. Em dezembro de 2022, no Campeonato Mundial de Pista Curta em Melbourne, Corbeau ficou em oitavo no revezamento 4 x 100 metros livre e em oitavo no revezamento 4 x 50 metros medley. Nas partidas individuais não chegou à final. O revezamento medley misto 4 x 50 metros com Kira Toussaint, Caspar Corbeau, Nyls Korstanje e Valerie van Roon chegou à final com o quarto tempo mais rápido. Toussaint, Corbeau, Maaike de Waard e Thom de Boer nadaram na final, mas o revezamento foi desclassificado.
Mais tarde, em 2023, no Campeonato Mundial em Fukuoka, Corbeau chegou à final dos 200 metros peito e terminou em quinto lugar como o melhor europeu, 0,68 segundos atrás do bronze. No final de 2023, no Campeonato Europeu de Curta Distância em Otopeni, os italianos venceram o revezamento medley 4 x 50 metros à frente dos britânicos. Atrás deles, Jesse Puts, Caspar Corbeau, Sean Niewold e Kenzo Simons nadaram a medalha de bronze. Thom de Boer foi utilizado apenas na fase preliminar e também recebeu uma medalha. O compatriota de Corbeau, Arno Kamminga, venceu os 100 metros peito à frente do italiano Nicolò Martinenghi, com Corbeau terminando em terceiro, 0,14 segundos atrás de Kamminga. Corbeau venceu os 200 metros peito por 0,33 segundos sobre o islandês Anton McKee, com Kamminga em terceiro. Nos 50 metros peito, Corbeau ficou em quinto lugar, atrás de seu compatriota Koen de Groot, em quarto lugar. Ao final das competições, Kira Toussaint, Caspar Corbeau, Tessa Giele e Kenzo Simons ficaram em terceiro lugar no revezamento medley misto 4 x 50 metros, atrás de Itália e França. Arno Kamminga, Sean Niewold e Valerie van Roon receberam uma medalha pelos seus esforços preliminares.
Em fevereiro de 2024, no Campeonato Mundial de Doha, Corbeau ficou em sétimo lugar nos 100 metros peito e foi eliminado nas semifinais nos 50 metros peito. Nos 200 metros peito foi o quarto mais rápido na bateria preliminar e o terceiro nas semifinais. Na final, o chinês Dong Zhihao venceu por 0,3 segundos à frente de Corbeau, que por sua vez terminou 0,6 segundos à frente de Nic Fink, dos Estados Unidos. Corbeau recebeu mais uma medalha de prata por seu esforço preliminar no revezamento 4 x 100 metros medley. Na final, a equipe de revezamento dos Estados Unidos venceu por 1,43 segundos à frente de Kai van Westering, Arno Kamminga, Nyls Korstanje e Stan Pijnenburg. Corbeau também nadou na final do revezamento 4 x 100 metros livre misto, que alcançou o sexto lugar. Os Jogos Olímpicos tiveram lugar em Paris no final de julho. Corbeau chegou à final dos 100 metros peito e ficou em oitavo lugar, Kamminga ficou em sexto. Nos 200 metros peito, Corbeau ficou em quarto lugar nas preliminares e nas semifinais. Na final, o francês Léon Marchand venceu à frente do atual campeão australiano Zac Stubblety-Cook. Mais de um segundo atrás do australiano, mas meio segundo à frente do campeão mundial Dong Zhihao, Corbeau conquistou a medalha de bronze. O revezamento medley misto 4 x 100 metros com Kira Toussaint, Caspar Corbeau, Nyls Korstanje e Marrit Steenbergen ficou em sexto lugar.